# Havre (Montana)
Havre és una població dels Estats Units a l'estat de Montana.

## Demografia
Segons el Cens dels Estats Units del 2000 tenia 9.621 habitants, 4.015 habitatges, i 2.449 famílies. La densitat de població era de 1.073,6 habitants per km².
Dels 4.015 habitatges en un 31,9% hi vivien nens de menys de 18 anys, en un 45,2% hi vivien parelles casades, en un 11,5% dones solteres, i en un 39% no eren unitats familiars. En el 32,6% dels habitatges hi vivien persones soles el 13,2% de les quals corresponia a persones de 65 anys o més que vivien soles. El nombre mitjà de persones vivint en cada habitatge era de 2,32 i el nombre mitjà de persones que vivien en cada família era de 2,95.
Per edats la població es repartia de la següent manera: un 25,7% tenia menys de 18 anys, un 13,6% entre 18 i 24, un 25,4% entre 25 i 44, un 20,6% de 45 a 60 i un 14,6% 65 anys o més.
L'edat mediana era de 34 anys. Per cada 100 dones de 18 o més anys hi havia 92,3 homes.
La renda mediana per habitatge era de 29.944 $ i la renda mediana per família de 38.870 $. Els homes tenien una renda mediana de 30.401 $ mentre que les dones 19.189 $. La renda per capita de la població era de 15.847 $. Aproximadament el 14,8% de les famílies i el 17,5% de la població estaven per davall del llindar de pobresa.

## Poblacions properes
El següent diagrama mostra les poblacions més properes.